# Efan Ekoku
Efangwu Goziem "Efan" Ekoku (Cheetham Hill, 8 de junho de 1967) é um ex-futebolista inglês que optou jogar pela Nigéria.

## Carreira
Por clubes, Ekoku jogou quase sempre em tiomes ingleses. Começou no Sutton United, em 1989, e passou em seguida por Bournemouth, Norwich City, Wimbledon, Grasshopper (única equipe fora das Ilhas Britânicas que defendeu), Sheffield Wednesday e Brentford. Encerrou sua carreira em 2004, no Dublin City, time do descompromissado Campeonato Irlandês.

## Seleção
Momodu Mutairu integrou a Seleção Nigeriana de Futebol na Copa Rei Fahd de 1995, na Arábia Saudita. Disputou a Copa de 1994, e pouco fez na competição.

## Títulos
Nigéria
- Copa das Nações Africanas: 1994